# تشولاقلو
تشولاقلو هي قرية في مقاطعة ميانة، إيران. عدد سكان هذه القرية هو 151 في سنة 2006.